# Herkus Monte

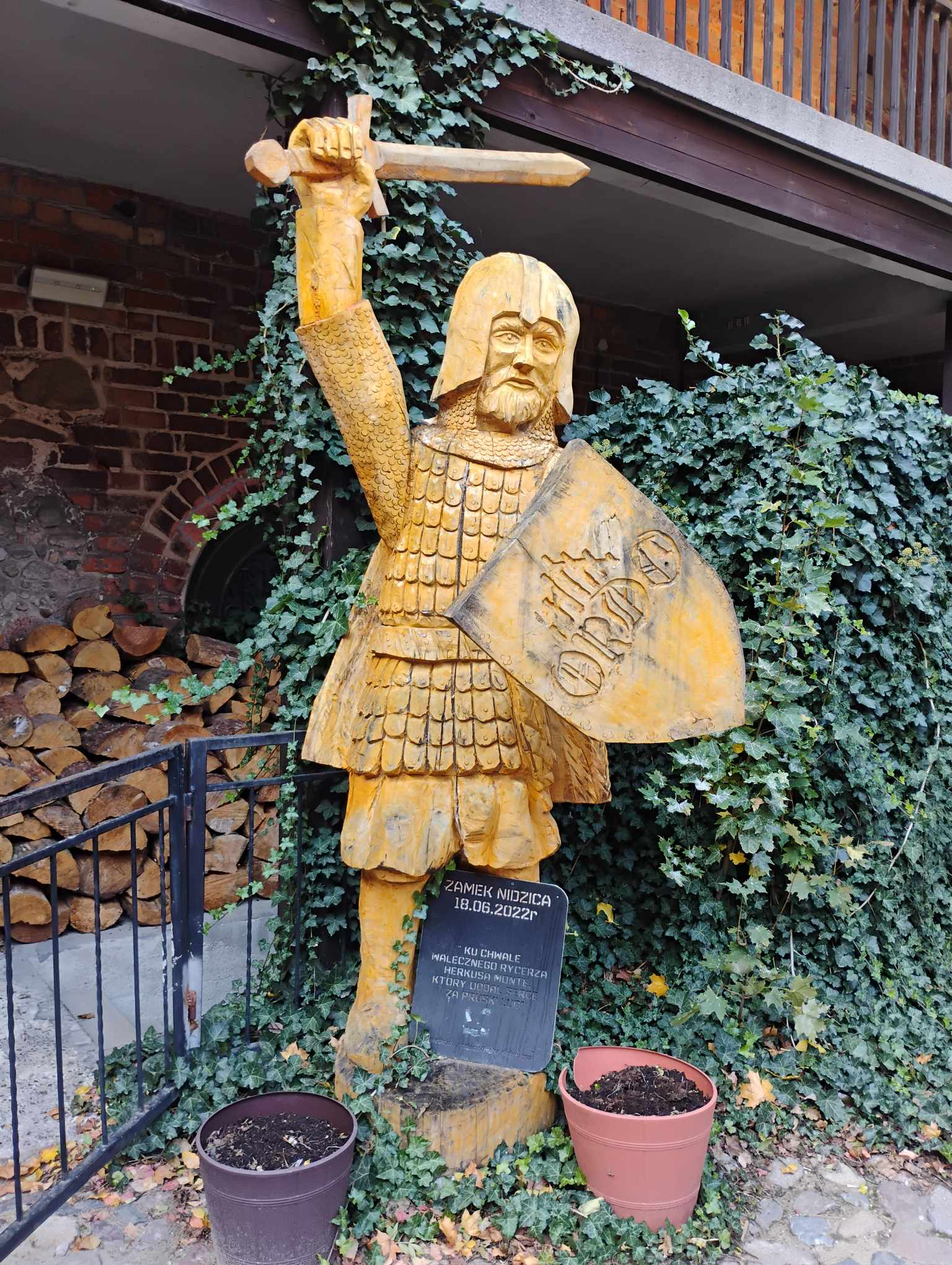
Herkus Monte, Nidzica

Herkus (Henryk) Monte z rodu Montewidów (łac. Henricus Montemin, prus. Erks Mānts) – wódz pruskiego plemienia Natangów w czasie II powstania pruskiego latach 1260–1274. Zwyciężył krzyżaków m.in. w bitwie pod Lubawą.

## Młodość
Herkus Monte urodził się ok. roku 1225 i w młodości jako syn pruskiego możnego (nobilis) z Natangii został zabrany rodzicom i wywieziony przez krzyżaków do Magdeburga. Już jako młody chłopiec wykazywał talent w kunszcie wojennym, a także był nadzwyczaj pojętny i szybko uczył się nowych rzeczy. Młody Herkus opanował trzy języki: pruski, niemiecki oraz łacinę. W Magdeburgu zawarł także wiele znajomości m.in. zaprzyjaźnił się z magdeburskim rycerzem Hirzhalsem. Herkus został wychowany w duchu katolicyzmu i oddaniu Bogu. W katedrze magdeburskiej został ochrzczony przez arcybiskupa, imieniem Henricus Monteminus (pol. Henryk z rodu Montemidów), a kilka lat później zakończył naukę. Następnie powrócił do swojej pruskiej ojczyzny. Tymczasem w Prusach sytuacja była coraz bardziej napięta, a większość plemion przygotowywała się do powstania mającego raz na zawsze usunąć zakonników z ich ojczyzny.

## Walki o wolność Prus (II powstanie pruskie)

### Początek powstania i sukcesy Prusów (1260–1266)
Największe powstanie w historii Prus rozpoczęło się w 1260 r. Herkus powrócił do wiary w wielu bogów i stanął na czele armii pruskiej, która podeszła pod największą twierdzę krzyżaków na północy – Królewiec. Po wielu tygodniach Herkus tracił nadzieję na zdobycie twierdzy, a także został bardzo ciężko raniony podczas szturmu na miasto. Montemin zaczął wątpić w „przychylność” swoich bogów, a na uwadze miał także zasady katolicyzmu wpajane mu przed laty przez krzyżaków, z którymi bardzo się identyfikował. Wiosną 1261 r. naprzeciw niezorganizowanej, pozbawionej nowoczesnej (jak na tamte czasy) broni i zdemobilizowanej armii Herkusa Montego stanęła dwukrotnie liczniejsza armia krzyżacka. Herkus wykazał swój dowódczy talent i doszczętnie rozbił przeciwnika w bitwie pod Pokarminem (1261 r.). Prusowie mieli zwyczaj palenia żywcem jednego z ocalałych z bitwy wrogów. Wśród jeńców krzyżackich był przyjaciel Herkusa, z czasów pobytu w Magdeburgu – Hirzhals. Losowanie wskazało jako ofiarę dla bóstw właśnie jego. Monte nie mógł się z tym pogodzić i jako wódz, zażądał kolejnych losowań. Jednak kolejne losowania wskazywały na Hirzhalsa, który po trzecim losowaniu pogodził się ze swym losem i sam z opuszczoną głową udał się na przygotowany stos. Herkus musiał patrzeć jak jego przyjaciel płonie żywcem. Dwa lata później, w roku 1263 Montemin wyruszył z całą armią pruską na ziemię chełmińską. Wraz z dwoma zaprzyjaźnionymi wodzami Divanem (Barcja) i Skomandem (Jaćwież) wyruszył na ostateczną batalię z najeźdźcami. Herkus przez wiele lat zadawał bolesne klęski różnym europejskim oddziałom (m.in. czeskim, pomorskim, duńskim, polskim i niemieckim) które przybywały by wspomóc krzyżaków, dzięki czemu zyskał sobie sławę wśród samych Prusów i stało się o nim głośno w całej Europie. Prusowie zajęli cały kraj zakonny, a krzyżakom zostały ostatnie trzy twierdze: Chełmno, Elbląg i Toruń. W 1263 r. doszło do jednej z największej bitew w historii Prus. Wiosną 1263 r. pod Lubawą wojska pruskie zadały bardzo ciężkie straty wojskom krzyżackim dowodzonym przez mistrza krajowego Helmeryka von Würzburga (poniósł śmierć w czasie bitwy).

### Ostatnie lata powstania (1266–1275)
Krzyżacy przerzucili na ziemię chełmińską potężny garnizon ciężkozbrojny z Rzeszy Niemieckiej, a pozostałe jednostki krzyżackie zaszły Prusów od tyłu i pustoszyły niebronione ziemie. Ponadto pruscy możni wycofali swoje jednostki z armii Herkusa z obawy przed nadmiernym wzrostem jego potęgi, a także byli najzwyczajniej przekupywani przez krzyżaków, którzy nie mogli pokonać armii pruskiej w otwartej wojnie. Dodatkowo Montemina pogrążyła śmierć jego najlepszego przyjaciela i wielkiego sprzymierzeńca – Divana (zginął podczas bitwy pod Kowalewem). Herkus na czele garstki towarzyszy zaszył się w lasach Natangii i prowadził działalność partyzancką. W 1273 został złapany przez krzyżaków, którzy obawiali się go tak mocno, że najpierw go powiesili, a następnie dla pewności, że nie żyje, przebili ciało mieczem.

## Herkus Monte w kulturze, upamiętnienia
- Herkus Monte był inspiracją m.in. dla Adama Mickiewicza, który upodobnił tytułowego bohatera swojej powieści Konrada Wallenroda właśnie do Herkusa Monte[4].
- Wielu znawców historii Prus nazywa Herkusa Monte „pruskim Braveheartem”. Przyrównują go oni do innego walczącego o niepodległość – sir Williama Wallace’a, którego w swoim filmie rozsławił Mel Gibson[5].
- „Herkus Mantas” film fabularny, pełnometrażowy czarno-biały z 1972 roku, produkcji radzieckiej, zrealizowany w języku litewskim, w reżyserii Marijonasa Giedrysa, w Polsce znany pod tytułem „Wódz Prusów”[6]. (Litwini uważają Herkusa za jednego ze swoich bohaterów narodowych).
- Imię Herkusa Monte nosi ulica w Kłajpedzie na Litwie. Nosiła je także zlikwidowana szkoła podstawowa w Kamińsku.
- 18 czerwca 2022 roku na dziedzińcu zamku w Nidzicy umieszczono dwumetrowy, drewniany posąg Herkusa Montego z inskrypcją: "Ku chwale walecznego rycerza Herkusa Monte, który oddał serce za pruski lud".[7]